# Biblioteca de la Universidad Nacional de Educación a Distancia
La Biblioteca de la Universidad Nacional de Educación a Distancia (UNED) es un centro de recursos para el aprendizaje, la docencia, la investigación, la formación continua y las actividades relacionadas con el funcionamiento y la gestión de la Universidad en su conjunto. Así, proporciona recursos y servicios de información de calidad y colabora en los procesos de creación y transmisión del conocimiento para la consecución de los objetivos de la Universidad.

## Historia
El edificio de la Biblioteca Centralfue proyectado y construido por el arquitecto José Ignacio Linazasoro entre los años 1989 y 1994. La obra obtuvo el Premio Nacional de Arquitectura y del Colegio de Arquitectos de Canarias en 1998.
En 1994, con la construcción de un edificio de Biblioteca Central se incorporan las antiguas bibliotecas de área y se centralizan los servicios, si bien se mantienen una biblioteca sectorial de Psicología e IUED (Instituto Universitario de Educación a Distancia) y la de Ingeniería.
En 2002 se incorpora a esta organización la biblioteca del Instituto Universitario Gutiérrez Mellado y en 2012 se unifican las bibliotecas de Psicología, IUED e Ingeniería formando la biblioteca de Campus Norte. 
Actualmente está constituida por las Bibliotecas  Central y Campus Norte y la Biblioteca del IUGM. Los servicios bibliotecarios de la UNED se prestan de forma coordinada por las bibliotecas de la Sede Central y las bibliotecas de Centros Asociados, si bien estas no se integran en la estructura orgánica de la Biblioteca de la UNED.
En sus primeros años de funcionamiento, la Biblioteca  establece una estructura con cuatro puntos de servicio en las Facultades.
La biblioteca forma parte del Consorcio Madroño de Bibliotecas Universitarias de Madrid. Es miembro de REBIUN (Red de Bibliotecas Universitarias Españolas) y de otras asociaciones profesionales como la Sedic.

## Colecciones y servicios
La colección bibliográfica y documental de la Biblioteca consta de obras en diferentes formatos tanto impresos como audiovisuales. Y, sobre todo, recursos electrónicos como bases de datos, revistas y libros electrónicos y fondos generados por la Universidad como tesis, almacenadas en el repositorio e-Spacio, y revistas de la UNED en la plataforma OJS. Además cuenta con colecciones especiales como:
- Fondo Antiguo: colección de impresos de los siglos XVI al XIX y colecciones especiales del siglo XX publicadas por las Sociedades de Bibliófilos.
- Biblioteca Asín Palacios-Jaime Oliver Asín: legado de los arabistas Miguel Asín Palacios y Jaime Oliver Asín donado a la UNED en 1996. Publicaciones entre 1845 y 1945 especializadas en el mundo islámico, así como manuscritos y libros impresos de los siglos XVI al XVIII.
- Proyecto Manes: iniciado en 1992 como un proyecto interuniversitario, está formado por una colección de manuales escolares impresos en España y Latinoamérica desde 1808 hasta nuestros días.
- Biblioteca Cuello Calón: en 1997 se integran los fondos de la biblioteca particular del Catedrático Eugenio Cuello Calón, en especial el Derecho Penal y la Biblioteca Rodríguez Devesa especializada también en Derecho Penal.
- Docimoteca: alberga tests psicológicos y educativos.

La Biblioteca de la Universidad Nacional de Educación a Distancia cuenta con servicios de préstamo, préstamo interbibliotecario, espacios para docencia, aprendizaje e investigación, actividades culturales y formación, entre otros. Todos ellos están recogidos en la Carta de servicios de la Biblioteca  y en la Carta de servicios para el PDI. Los principales destinatarios de los servicios son los miembros de la comunidad universitaria: alumnos, docentes, investigadores y antiguos alumnos.

## Premios
La Biblioteca ha obtenido las siguientes distinciones y premios: 
- Sello de Calidad 200+ (diciembre de 2008)
- Sello de Excelencia 400+ (abril de 2011, ratificado en julio de 2013, renovado en octubre de 2015 y 2018)[9]
- Seis premios del Consejo Social de la UNED.
- I Premio de Igualdad Pilar Cavestany Bastida de la UNED.
- XI Premio Nacional SEDIC a la Calidad e Innovación [10]